# Itai Kriss
Itai Kriss (* um 1980) ist ein israelischer Jazz-Flötist.

## Leben und Wirken
Kriss, der seit seinem neunten Lebensjahr Flöte spielte, besuchte die Thelma Yellin High School of the Arts in Jerusalem von 1994 bis 1997. 2000 entstand sein Debütalbum Sababa. Seine Zusammenarbeit mit dem Pianisten Jon Regen mündete in dem gemeinsamen Album Tel Aviv, das 2001 live in der Konzerthalle des Tel Aviver Kunstmuseums mitgeschnitten wurde. Zu seinen frühen Mentoren gehörte der Saxophonist Arnie Lawrence, in dessen Band er Anfang 2002 in den Vereinigten Staaten bei der Konferenz der International Association for Jazz Education spielte, sowie der Pianist Harry Whitaker. Im gleichen Jahr zog er nach New York, wo er sich mit lateinamerikanischer Musik beschäftigte und mit dem kubanischen Sänger Alfredo Sottolongo und der Ray Santiago Afro-Cuban Band auftrat. Er leitete ein eigenes Quartett, bestehend aus dem Pianisten Omri Mor, Bassist Gilad Abro und Schlagzeuger Amir Bressler. 2011 erschien sein 2008 produziertes Album The Shark, das er mit den in New York lebenden israelischen Musikern Omer Avital, Aaron Goldberg und Avishai Cohen einspielte. Zu hören war er u. a. auf dem Album Power from the Air (2021) des Organisten Brian Charette.